# 열애기
"열애기"(About Love)는 한국에서 제작된 안선경 감독의 2004년 드라마, 멜로/로맨스 영화이다. 김선영 등이 주연으로 출연하였다.

## 출연

### 주연
- 김선영
- 백현진
- 임형국

## 기타
- 조명: 김홍중
- 음향: 표용수
- 미술: 안선경
- 미술: 안선경